# Cleve
Cleve is een plaats in de Australische deelstaat Zuid-Australië en telt 1016 inwoners (2006).